# Киреев, Андрей Иванович
Андрей Иванович Киреев (5 мая 1923, хутор Кленовый, Усть-Медведицкий округ, Царицынская губерния — 1976, Акмолинская область, Казахская ССР) — комбайнёр-тракторист совхоза «Константиновский» Вишнёвского района Целиноградской области, Казахская ССР. Герой Социалистического Труда (1966). Депутат Верховного Совета Казахской ССР 7 — 8 созывов.

## Биография
Родился в 1923 году в крестьянской семье на хуторе Кленовый Усть-Медведицкого округа (сегодня — Серафимовичский район Волгоградской области). До призыва по мобилизации в 1942 году в Красную Армию трудился в колхозе «Шортанды» Вишнёвского района Акмолинской области. Участвовал в Великой Отечественной войне. После демобилизации в 1946 году возвратился в Казахскую ССР. Окончил Макинскую школу механизации, после которой с 1947 года трудился комбайнёром Караугольной МТС (с 1960 года — совхоз «Константиновский» Вишнёвского района). С 1960 года — механизатор в совхозе «Константиновский» Вишнёвского района.
В 1966 году показал самый высокий трудовой результат среди комбайнёров Вишнёского района. Во время страды намолотил 3600 центнеров зерновых, скосив на вал на площади 1153 гектаров и подобрав валки с 340 гектаров. Указом Президиума Верховного Совета СССР от 23 июня 1966 года удостоен звания Героя Социалистического Труда за «успехи, достигнутые в увеличении производства и заготовок пшеницы, ржи, гречихи, риса, других зерновых и кормовых культур и высокопроизводительном использовании техники» с вручением ордена Ленина и золотой медали «Серп и Молот» (№ 14263).
Избирался депутатом Верховного Совета Казахской ССР 7-го (1967—1971) и 8-го (1971—1975) созывов от Вишнёвского избирательного округа, Константиновского сельского совета депутатов трудящихся Вишнёвского района.
После выхода на пенсию проживал в Акмолинской области. Дата смерти не установлена.
Награды
- Герой Социалистического Труда
- Орден Ленина
- Медаль «За трудовое отличие» (11.01.1957)